# Koledar francoske revolucije
Koledar francoske revolucije (tudi Francoski republikanski koledar, Republikanski koledar, Revolucionarni koledar,...) je bil koledar, predlagan med francosko revolucijo. Francoska vlada ga je uporabljala okoli 12 let od 1793 do 1805 in 18 dni v letu 1871 v Parizu. Predstavljal je poskus prehoda na desetiški številski sistem v merjenju časa, hkrati pa tudi odstranjevanja religioznih in monarhističnih elementov iz javnega življenja. Imel je 12 mesecev, vsakega s po tremi tedni (décades), ki so imeli po deset dni. Deseti dan, décadi, je nadomestil nedeljo kot dan počitka in praznovanja. Pet ali šest dodatnih dni, za kolikor je bil novi koledar v neskladju s tropskim letom, so dodali mesecem na koncu leta.
Koledar francoske revolucije je veljal tudi v Ilirskih provincah, v slovenščino ga je prevedel Valentin Vodnik, ki ga je uporabljal v Ljubljanskih novicah, in sicer po vrsti od vendemiaire (22. september - 21. oktober) do fructidor (18. avgust - 16. september): trgovèc, meglovèc, srežovèc, snežnìk, dežnìk, vetrnìk, zelenár, cvetnár, travnár, srpàn, toplàn in sadjàn. 

## Meseci
Koledar se je pričel na datum septembrskega enakonočja v Parizu. Meseci so dobili imena po naravnih ciklih, v glavnem po pariškem vrememu.
- Jesen
  - Vendémiaire (francoska beseda, iz latinskega vindemia, »trgatev«), prvi dan 22., 23. ali 24. septembra
  - Brumaire (iz francoske besede brume, »megla«), prvi dan 22., 23. ali 24. oktobra
  - Frimaire (iz francoske besede frimas, »zmrzal«), prvi dan 21., 22. ali 23. novembra
- Zima:
  - Nivôse (iz latinske besede nivosus, »snežen«), prvi dan 21., 22. ali 23. decembra
  - Pluviôse (iz latinske besede pluvius, »deževen«), prvi dan 20., 21. ali 22. januarja
  - Ventôse (iz latinske besede ventosus, »vetroven«), prvi dan 19., 20. ali 21. februarja
- Pomlad:
  - Germinal (iz latinske besede germen, »kalitev«), prvi dan 20. ali 21. marca
  - Floréal (iz latinske besede flos, »cvet«), prvi dan 20. ali 21. aprila
  - Prairial (iz francoske besede prairie, »pašnik«), prvi dan 20. ali 21. maja
- Poletje:
  - Messidor (iz latinske besede messis, »žetev«), prvi dan 19. ali 20. junija
  - Thermidor ali Fervidor (iz grške besede thermon, »poletna vročina«), prvi dan 19. ali 20. julija
  - Fructidor (iz latinske besede fructus, »sadež«), prvi dan 18. ali 19. avgusta